# Gustavo Coutinho
Gustavo Coutinho Silva Lopes (Rio de Janeiro, 19 gennaio 1999) è un calciatore brasiliano, attaccante del Coritiba in prestito dallo Sport Recife.

## Carriera
Coutinho ha iniziato la sua carriera nelle giovanili di Audax Rio e Botafogo, per poi trasferirsi in Portogallo all'età di 17 anni, dove ha giocato con l'Alcanenense per due stagioni.
Nel 2018 è tornato in Brasile fra le file del Fortaleza, che lo ha assegnato alla formazione Under-20. Ha esordito in prima squadra il 16 settembre nell'incontro di Copa Fares Lopes vinto 1-0 contro il Caucaia ed ha segnato il suo primo gol il 31 agosto dell'anno successivo, sempre in Copa Fares Lopes, contro il Floresta.
Nel settembre del 2020 è stato ceduto in prestito alla Cabofriense, dove si è messo in mostra realizzando 9 gol in 13 partite di Série D. Il 10 dicembre seguente ha prolungato il contratto con il Fortaleza fino al 2022 ed ha fatto ritorno alla Cabofriense per disputare il Campionato Carioca del 2021. Il 23 febbraio 2021 ha fatto rientro al club cearense ed il 27 agosto seguente è passato in prestito all'Operário-PR.
Il 1º gennaio 2022 è stato prestato al Botafogo-PB dove ha segnato 19 reti in 32 partite fra Campionato Paraibano (secondo nella classifica marcatori), Série C e Copa do Nordeste. Nell'agosto dello stesso anno è passato con la stessa formula allo Sport Recife, dove ha giocato le sue prime partite in seconda divisione.
Il 16 febbraio 2023 è passato in prestito all'Atl. Goianiense, con cui ha conquistato il Campionato Goiano ed ha centrato la promozione in Série A, laureandosi capocannoniere del campionato cadetto.
Il 13 gennaio 2024 è stato acquistato a titolo definitivo dallo Sport Recife.

## Statistiche

### Presenze e reti nei club
Statistiche aggiornate al 24 novembre 2024.
| Stagione            | Squadra             | Campionato          | Campionato | Campionato | Coppe nazionali | Coppe nazionali | Coppe nazionali | Coppe continentali | Coppe continentali | Coppe continentali | Altre coppe | Altre coppe | Altre coppe | Totale | Totale | Totale |
| Stagione            | Squadra             | Comp                | Pres       | Reti       | Comp            | Pres            | Reti            | Comp               | Pres               | Reti               | Comp        | Pres        | Reti        | Pres   | Reti   |        |
| ------------------- | ------------------- | ------------------- | ---------- | ---------- | --------------- | --------------- | --------------- | ------------------ | ------------------ | ------------------ | ----------- | ----------- | ----------- | ------ | ------ | ------ |
| 2016-2017           | Alcanenense         | CdP                 | 1          | 0          | CP              | 0               | 0               | -                  | -                  | -                  | -           | -           | -           | 1      | 0      |        |
| 2017-2018           | Alcanenense         | CdP                 | 14         | 2          | CP              | 0               | 0               | -                  | -                  | -                  | -           | -           | -           | 14     | 2      |        |
| Totale Alcanenense  | Totale Alcanenense  | Totale Alcanenense  | 15         | 2          |                 | 0               | 0               |                    | -                  | -                  |             | -           | -           | 15     | 2      |        |
| 2018                | Fortaleza           | -                   | -          | -          | -               | -               | -               | -                  | -                  | -                  | CFL         | 1           | 0           | 1      | 0      |        |
| 2019                | Fortaleza           | PD/CE+A             | 2+0        | 0          | CB              | 0               | 0               | -                  | -                  | -                  | CdN+CFL     | 1+7         | 0+5         | 10     | 5      |        |
| 2020                | Fortaleza           | PD/CE               | 0          | 0          | CB              | 0               | 0               | -                  | -                  | -                  | -           | -           | -           | 0      | 0      |        |
| 2020                | Cabofriense         | D                   | 13         | 9          | -               | -               | -               | -                  | -                  | -                  | -           | -           | -           | 13     | 9      |        |
| 2021                | Cabofriense         | A/RJ                | 9          | 4          | -               | -               | -               | -                  | -                  | -                  | -           | -           | -           | 9      | 4      |        |
| Totale Cabofriense  | Totale Cabofriense  | Totale Cabofriense  | 22         | 13         |                 | -               | -               |                    | -                  | -                  |             | -           | -           | 22     | 13     |        |
| 2021                | Fortaleza           | PD/CE               | 3          | 0          | CB              | 1               | 0               | -                  | -                  | -                  | CdN         | 4           | 1           | 8      | 1      |        |
| Totale Fortaleza    | Totale Fortaleza    | Totale Fortaleza    | 5          | 0          |                 | 1               | 0               |                    | 0                  | 0                  |             | 13          | 6           | 19     | 6      |        |
| 2021                | Operário-PR         | B                   | 9          | 0          | CB              | 0               | 0               | -                  | -                  | -                  | -           | -           | -           | 9      | 0      |        |
| 2022                | Botafogo-PB         | PD/PB+C             | 12+13      | 8+7        | -               | -               | -               | -                  | -                  | -                  | CdN         | 7           | 4           | 32     | 19     |        |
| 2022                | Sport Recife        | B                   | 16         | 2          | CB              | 0               | 0               | -                  | -                  | -                  | -           | -           | -           | 16     | 2      |        |
| 2023                | Atl. Goianiense     | PD/GO+B             | 6+31       | 2+14       | CB              | 0               | 0               | -                  | -                  | -                  | -           | -           | -           | 37     | 16     |        |
| 2024                | Sport Recife        | A1/PE+B             | 11+34      | 4+7        | CB              | 4               | 1               | -                  | -                  | -                  | CdN         | 10          | 5           | 59     | 17     |        |
| Totale Sport Recife | Totale Sport Recife | Totale Sport Recife | 61         | 13         |                 | 4               | 1               |                    | 0                  | 0                  |             | 10          | 5           | 75     | 19     |        |
| Totale carriera     | Totale carriera     | Totale carriera     | 174        | 59         |                 | 5               | 1               |                    | 0                  | 0                  |             | 30          | 15          | 209    | 75     |        |

## Palmarès

### Club

#### Competizioni statali
- Campionato Cearense: 3

Fortaleza: 2019, 2020, 2021
- Campionato Goiano: 1

Atl. Goianiense: 2023
- Campionato Pernambucano: 1

Sport Recife: 2024

#### Competizioni regionali
- Copa do Nordeste: 1

Fortaleza: 2019

### Individuale
- Capocannoniere del Campeonato Brasileiro Série B: 1

2023 (14 reti)